# Senyoria de Transjordània
La senyoria de Transjordània o del Crac de Moab (Senyoria del Crac dels Moabites, també Krak de Moab o dels Moabites, després Kerak o al-Karak) fou una baronia dels croats establerta com una de les que formaven el regne de Jerusalem poc després de la conquesta de la zona pels croats als fatimites el 1118.
La baronia fou confiada a Roman de Puy (1118-1126) que la va perdre i fou concedida a l'antic cambrer del rei Folc (l'encarregat de servir els vins), Payen (1126-1147), a canvi de Nablús; Payen fou qui va construir el castell (1142) que garantia el domini sobre tota la regió i el control de peregrions i caravanes. Fins aleshores el castell principal havia estat el Crac de Montreal (Shawbak) més al sud. Altres castells de la baronia foren: Vallem de Messa (àrab Wuayra), Traphyla (àrab Tafila), Ahamant (àrab Amman) i Celle (àrab Qusayr Sila). Felip de Nabús, oncle de Payen, va heretar la senyoria el 1161 i al morir va deixar una filla, Estebaneta o Estefania, casada tres vegades, la primera amb Hendrid II de Toron i després amb Miles.
El 1170 la fortalesa principal fou atacada pel zengita Nur al-Din però sense continuïtat. La segona nissaga de barons es va extingir en línia masculina el 1174 i va passar a la baronessa Estebaneta de Milly (1174-1188) casada el 1176 amb Renaud de Châtillon el Llop (príncep d'Antioquia del 1153 al 1163) que va governar del 1176 al 1187 i va fer una expedició cap a Aràbia que finalment no va reeixir i va ser executat personalment per Saladí. A la seva mort el 1187 la baronessa es va cassar amb Humfred de Toron. Saladí va assetjar la fortalesa que es va rendir per gana al seu germà (després al-Adil I) el 1188. El mateix 1188 i el 1189 es van rendir les altres fortaleses. La senyoria va passar als aiubites.

## Senyors o barons de Transjordània
- Roman de Puy 1118-1126
- Ralf de Puy 1126
- Payen 1126-1147
- Maurici 1147-1161
- Felip de Nablús 1161-1168
- Estebaneta de Milly 1168-1188
- Humfred de Toron 1168-1169
- Miles de Plancy 1170-1174
- Renaud de Châtillon el Llop (príncep d'Antioquia del 1153 al 1163) 1176-1187